# Expo ’88
World Expo 88 – wystawa światowa zorganizowana w Brisbane, stolicy stanu Queensland w Australii w okresie od 30 kwietnia 1988 do 30 października 1988. Tematem przewodnim było hasło Leisure in the Age of Technology (Spędzanie wolnego czasu w dobie nowoczesnej techniki), a maskotką australijski dziobak o imieniu Expo Oz.
Targi o wartości 625 milionów dolarów australijskich były największym wydarzeniem obchodów dwusetnej rocznicy przybycia Pierwszej Floty do portu w Sydney w 1788 roku. Expo 88 przyciągnęło ponad 15 760 000 gości, którzy kupili bilety za 175 milionów dolarów australijskich. Wydarzenie zostało wykorzystane do promocji Queensland jako atrakcji turystycznej i stało się bodźcem do przebudowy South Brisbane.

## Historia
Pomysł o staranie się przez Brisbane o organizację wystawy światowej pojawił się wkrótce po tym jak James Maccormick, architekt pawilonu australijskiego na Expo '67, Expo '70 i Expo '74, otrzymał na początku lat 70. XX wieku zlecenie wykonania studium rewitalizacji miasta dla Kangaroo Point. Stwierdził on, że wystawa byłaby idealnym impulsem do takiej przebudowy, a później był gospodarzem spotkań biznesmenów z Queensland z przedstawicielami rządu, których celem było omówienie tego pomysłu.
W związku z obchodami w 1988 roku dwusetlecia Australii pojawiły się pomysły uczczenia tego wydarzenia poprzez organizację wystawy światowej lub Igrzysk Olimpijskich. Zarówno Sydney, jak i Melbourne złożyły prośby do rządu federalnego o dofinansowanie wystawy światowej w 1988 roku. Jednak ze względu na koszty nowego budynku parlamentu w Canberze, który miał być otwarty w tym samym roku, te propozycje zostały odrzucone.
Tymczasem w Brisbane dopracowano pomysł Maccomicka planując zorganizować wystawę światową bez wsparcia ze strony rządu, jako pierwszą na świecie wystawę „wolnej przedsiębiorczości”.
W grudniu 1983 roku podczas obrad zgromadzenia ogólnego Bureau International des Expositions (BIE) Brisbane zdobyło prawo do zorganizowania wystawy Światowej w 1988 roku. Natychmiast powstał Brisbane Exposition and South Bank Redevelopment Authority z Llewellynem Edwardsem na czele. Maccormick później został mianowany głównym architektem Expo w ramach firmy architektonicznej Bligh Maccormick 88.
World Expo 88 postanowiono zorganizować na 40 hektarowej działce na południowym brzegu rzeki Brisbane, naprzeciwko dzielnicy biznesowej miasta. Przez wiele lat ten przemysłowy obszar był opuszczony. Expo wraz z budową Centrum Kultury Queensland, które powstało tam w latach 1977–1988 pomogło ożywić ten obszar. Budowę prowadziła firma Thiess Contractors Pty Ltd z siedzibą w Brisbane.
Za 25 milionów dolarów na Expo 88 zamówiono lub wypożyczono około100 rzeźb. Powstały duże żagle przeciwsłoneczne, które miały zapewnić cień w gorącym klimacie Queensland. Stały się one ikoną Expo, co wykorzystano w logo wystawy.
Za 4,5 miliona dolarów australijskich zbudowano 88-metrową symboliczną wieżę Expo, która nazwano The Night Companion (używano też nazwy „The Skyneedle”). Miała ona kopułę z czarną iglicą i ksenonowym laserem.

### Transport

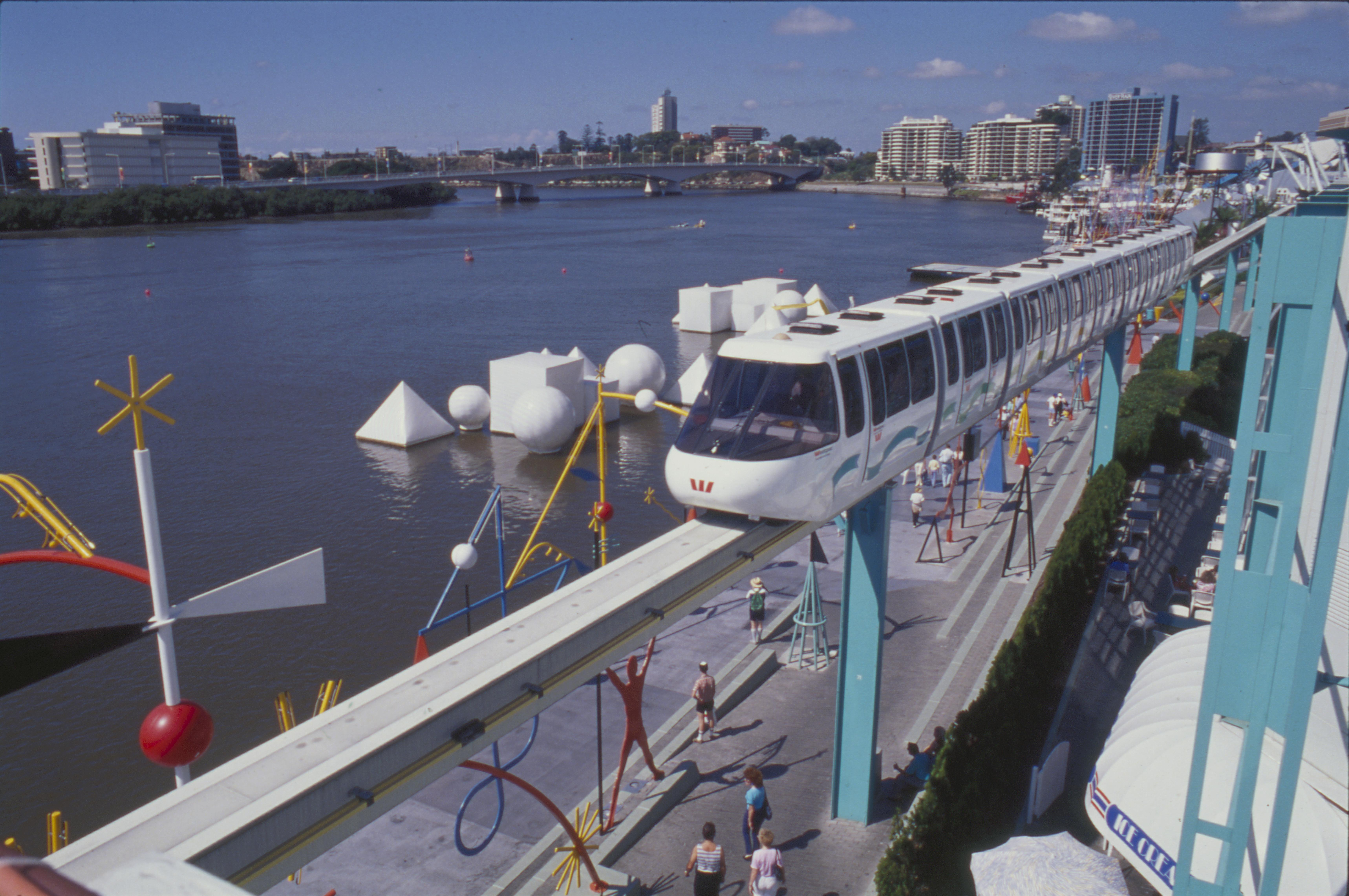
Kolej jednoszynowa Expo 88

Aby zapewnić transport na terenie expo zbudowano kolej jednoszynową firmy Von Roll MkII. Koszt budowy wyniósł 12 milionów dolarów australijskich. Wraz z budową 2 stacji na obu końcach terenu Expo powstało 2,3 km torów po których poruszały się 4 dziewięciowagonowe pociągi. Były one w stanie przewieźć 44 000 pasażerów dziennie. Po Expo jeden z pociągów i niektóre tory dołączono do istniejącego systemu Sea World Monorail w Sea World na Gold Coast. Pozostałe trzy pociągi zostały odkupione przez firmę Von Roll i od 1995 roku kursują w niemieckim parku rozrywki Europa-Park w Rust.

## Organizacja
Bilet na targi uprawniał do wstępu do lunaparku World Expo Park mieszącego się w tej samej lokalizacji. Chociaż planowano pozostawienie go na stałe został on zamknięty w 1989 roku. Targi były otwarte codziennie od 10:00 do 22:00.
W 1982 roku Brisbane gościło XII Igrzyska Wspólnoty Narodów, ale to Expo, które przyciągnęło ponad 18 milionów odwiedzających, czyli ponad dwukrotnie więcej niż przewidywano, zostały uznane za punkt zwrotny w historii Brisbane.
Komisarzem generalnym World Expo 88 został Edward Williams (który był także przewodniczącym XII Igrzysk Wspólnoty Narodów). Przewodniczącym i dyrektorem naczelnym został w lutym 1984 roku były minister rządu stanowego Llewellyn Edwards. Dyrektorem generalnym został Bob Miniken, dyrektorem ds. rozrywki Ric Birch, a architektem krajobrazu Lawrie Smith.
Światowa Wystawa Expo 88 została otwarta 30 kwietnia 1988 r. przez królową Elżbietę II. 

### Kraje uczestniczące w Expo
| Kraje uczestniczące | Kraje uczestniczące | Kraje uczestniczące | Kraje uczestniczące |
| ------------------- | ------------------- | ------------------- | ------------------- |
| Australia           | Brunei              | Kanada              | Chiny               |
| Wyspy Cooka         | Cypr                | Fidżi               | Francja             |
| Grecja              | Węgry               | Indonezja           | Włochy              |
| Japonia             | Kenia               | Malezja             | Nepal               |
| Nowa Zelandia       | Pakistan            | Papua-Nowa Gwinea   | Filipiny            |
| Singapur            | Wyspy Salomona      | Korea Południowa    | ZSRR                |
| Hiszpania           | Sri Lanka           | Szwajcaria          | Tajlandia           |
| Tonga               | Wielka Brytania     | Stany Zjednoczone   | Vanuatu             |
| Watykan             | RFN                 | Samoa               | Jugosławia          |

Na Expo 88 52 kraje przygotowały ekspozycję w około 100 pawilonach. Reprezentowane były między innymi: Stany Zjednoczone, Związek Radziecki (po raz ostatni na wystawie światowej), Francja, RFN (również po raz ostatni na wystawie światowej), Wielka Brytania, Kanada, Hiszpania, Grecja oraz Singapur, Tajlandia, Nepal, Pakistan, Chiny, Japonia, Sri Lanka, Korea Południowa, Indonezja, Filipiny, Nowa Zelandia i Papua-Nowa Gwinea.
oraz: Organizacja Narodów Zjednoczonych, Unia Europejską, Watykan, trzy stany amerykańskie (Hawaje, Kalifornia i Alaska), jedna prefektura japońska (prefektura Saitama) i jedno japońskie miasto (Kobe). Pawilony korporacyjne przygotowały: IBM, Ford, Fujitsu, Queensland Newspapers, Australia Post, Cadbury Chocolate, Suncorp i Queensland Teachers Credit Union. NASA i Universal Pictures pokazały wystawy plenerowe z modelami promu kosmicznego i programu Apollo, a także samochodu KITT z serialu Nieustraszony. Własny pawilon miał również oficjalny australijski partner telewizyjny Expo, Network 10.

### Architektura
Ekspozycje w większości mieściły się pawilonach zbudowanych przez władze targowe, z wyjątkiem Nepalskiej Pagody Pokoju i pawilonu Królestwa Tajlandii. Pawilon Australii i pawilon Queensland, które stanęły obok siebie również zostały wykonane na zamówienie, a zewnętrzna część pawilonu Australii miała kształt i kolory Uluru. Pawilon Queensland został zaprojektowany przez Robina Gibsona.

### Reklama

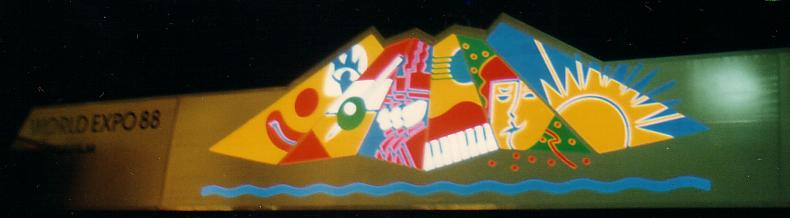
Logo Sunsails i znak World Expo '88 w nocy

Oprócz popularnej maskotki dziobaka Expo Oz zaprojektowanej przez Disney’s Imagineering Division, przygotowano kilka innych projektów promujących Expo 88. Wśród nich były dwa wymienne znaki Expo: jeden to stylizowany globus z drucianej ramy z dwoma bumerangami i napisem Word Expo 88 Brisbane, Australia, a drugi to logo z kolorowych żagli przeciwsłonecznych. Maskotka Expo Oz brała udział w promocjach Expo w Europie, Stanach Zjednoczonych i Japonii.
Piosenka przewodnia Expo Together We’ll Show the World (Razem pokażemy światu) zaśpiewana przez Franka Millwarda i Carol Lloyd pomagała w promocji Expo zarówno przed, jak i podczas targów.
Kolorowy motyw w pawilonie australijskim został zaprojektowany przez wybitnego australijskiego artystę Kena Done. Składał on się z ogromnych kolorowych liter tworzących słowo Australia przy wejściu do pawilonu.
5 zabytkowych budynków w South Brisbane odnowiono i dostosowano do potrzeb Expo 88. Pozostały one po zamknięciu targów i można je nadal oglądać. Są to: Plough Inn, Ship Inn, Central House, Collin’s Place Spaghetti House i South Brisbane Municipal Library. Budynek Expo House przy Sidon Street, w którym mieścił się „Club 88” i biura administracyjne został włączony do dzisiejszego kampusu Griffith University South Bank.

### Rozrywka
Koszty przygotowanych imprez wyniósł 38 milionów dolarów. Zaproszono artystów z całej Australii i świata. Występowali oni w specjalnie przygotowanych obiektach. Na plenerowej scenie River Stage z 10 000 widownią odbyła się ceremonia otwarcia i zamknięcia Expo. Na pokazy cyrkowe, koncerty orkiestr wojskowych, pokazy akrobatyki, magii i pantomimy przygotowano plac z 850 osobową widownią, a mniejszy amfiteatr na uroczystości lokalne i pokazy laserowe. Scena River była również miejscem wieczornych pokazów sztucznych ogni i pokazów laserowych z muzyką, które były organizowane codziennie wieczorem o godzinie 22:00.
Podczas Expo 88 zaprezentowały się australijskie gwiazdy takie jak Icehouse, Little River Band, Mental as Anything, The Cockroaches, Joe Camilleri, The Black Sorrows, John Farnham, Julie Anthony, Simon Gallaher, Wickety Wak i Jon English oraz zagraniczni artyści tacy jak Jerry Harrison (z Talking Heads), Julio Iglesias, John Denver, Donny Osmond, Cher, Phyllis Diller. Pokazano też wiele spektakli teatralnych, operowych i koncertów muzyki klasycznej na sąsiednim (z osobnym biletem wstępu) Queensland Performing Arts Complex.
Ekspozycję średnio odwiedzało dziennie 100 000 zwiedzających.
Podczas ceremonii zamknięcia Expo 88 na scenie River Stage odbył się koncert, który zakończył australijski zespół The Seekers śpiewając jedną ze swoich piosenek „The Carnival Is Over”.

## Pamiątki po Expo

### Nepalska pagoda pokoju i South Bank Parklands

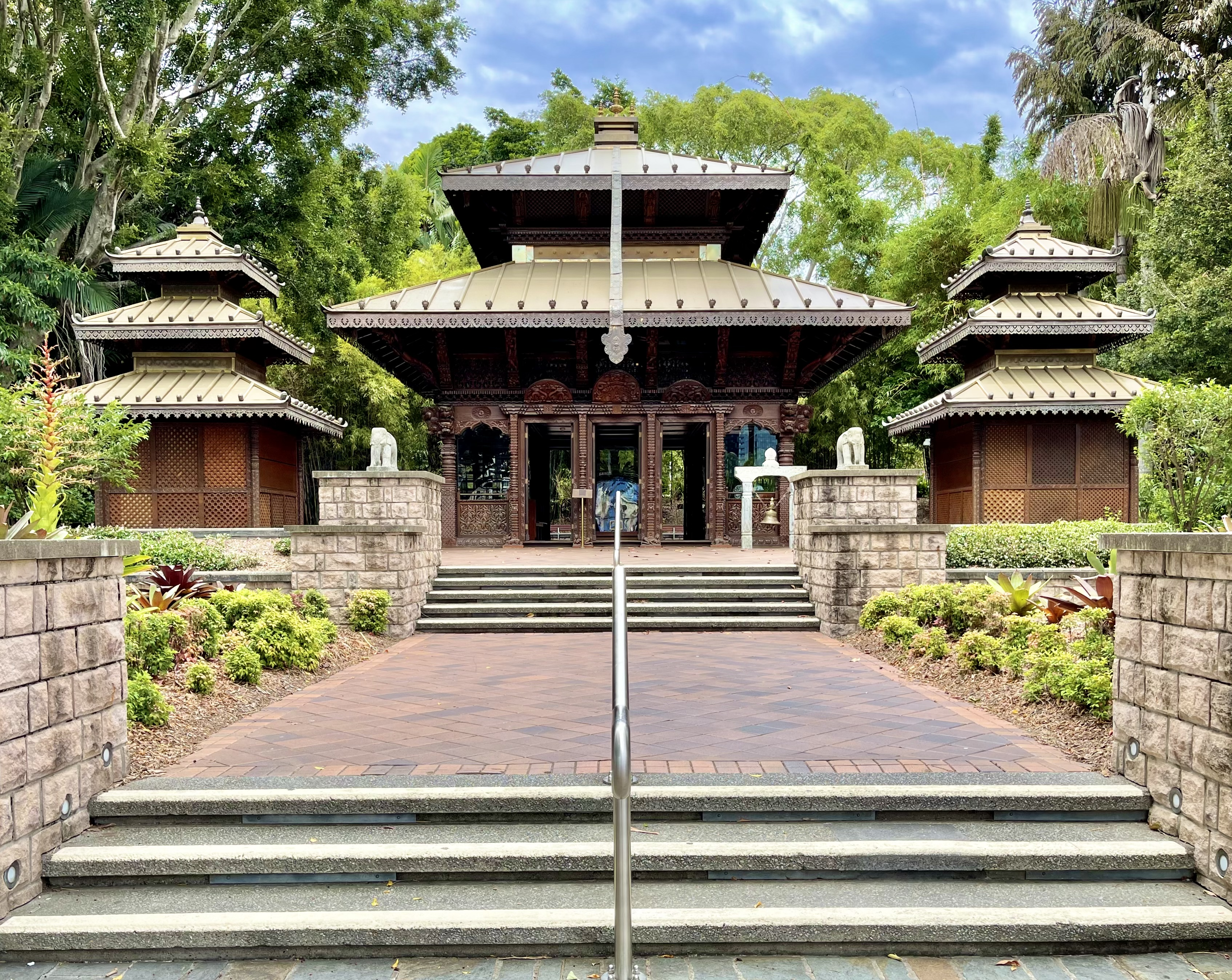
Nepalska Pagoda Pokoju w South Bank Parklands

Po zakończeniu Expo 88 zastanawiano się jak zagospodarować tereny po wystawie. Propozycja, aby stworzyć tam kolejne centrum biznesowe została odrzucona. Zdecydowano, że na terenach powystawowych powstaną parki, butiki oraz niska zabudowa mieszkaniowa. Cztery lata po zamknięciu Expo 88 teren został ponownie otwarty jako South Bank Parklands, a zarządcą został South Bank Parklands Bank Corporation. Jedynym śladem po wystawie pozostawionym na miejscu jest Nepalska Pagoda Pokoju, ręcznie wykonana drewniana replika pagody z Katmandu. Restauracje na promenadzie na południowym krańcu terenu Expo 88 zostały w 2011 roku zastąpione przez River Quay Green i inne nowoczesne obiekty.

### Skyneedle
Pozostała 88 metrowa wieża Skyneedle (Night Companion). Planowano przeniesienie jej do Disneylandu w Tokio, lecz została zakupiona przez miejscowego biznesmena Stefana Ackerie, właściciela sieci zakładów fryzjerskich. Po zakupie przeniósł ją o około 500 metrów do swojej głównej siedziby.

### Rzeźby
Podczas Expo 88 w parku eksponowano około 90 rzeźb. Szesnaście z nich powstało specjalnie na to wydarzenie, pozostałe zostały wypożyczone.
Na terenie miasta rozstawiono 88 rzeźb z białego włókna szklanego autorstwa Johna and Judy Underwood. Cykl nosił nazwę „Human Factor”. Po zakończeniu wystawy część z nich została sprzedana. Niektóre kupiła rada miasta Brisbane i ustawiła w ważnych miejscach miasta. W 2013 roku przygotowano trasę World Expo 88 Public Art Trail, dzięki której można zobaczyć ocalone rzeźby.

### Ogród japoński
Ogród z japońskiego pawilonu został podarowany miastu Brisbane pod koniec Expo. Przeniesiono go do Brisbane Botanic Gardens Mt Coot-tha gdzie został otwarty w 1989 roku.

### Litery z pawilonu australijskiego
Kolorowe, duże litery z australijskiego pawilonu zaprojektowane przez Kena Done’a zostały zakupione pod koniec Expo przez Shaftesbury Citizenship Campus do Burpengary Campus. Od zakończenia Expo do 2008 roku można je było oglądać wzdłuż Bruce Highway w pobliżu Burpengary. W 2018 roku zostały odrestaurowane i umieszczone w Caboolture Historical Village.

### World Expo Park – centrum kongresowo-wystawiennicze w Brisbane
Park rozrywki World Expo Park znajdujący się w sąsiedztwie terenu Expo miał pozostać na stałe po zakończeniu Expo. Jednak ponieważ brakowało zarządcy został zamknięty zaledwie rok po zamknięciu Expo. Teren po nim przekształcono w Brisbane Convention & Exhibition Centre.

### Pawilon Queensland
Queensland Pavilion został zakupiony w 1991 roku przez kościół baptystów i obecnie stoi na terenie na przedmieściu Brisbane w Mackenzie.

### Złoto Expo
Rośliną Expo 88 zostało wybrane Xanthostemon chrysanthus. Szczepki drzewa, które pochodzi z północnego Queensland, zostały pobrane z ogrodu w Brisbane i posadzone na kwietnikach w całym mieście, aby stworzyć „morze złota”.

## Fundacja
16 lat po zakończeniu Expo 88 w dniu 30 kwietnia 2004 roku powstała pozarządowa fundacja Foundation Expo '88. Prowadzi ona pamiątkową stronę internetową, założyła stowarzyszenie noszące nazwę The Friends of the Pagoda Association oraz muzeum. W 2014 roku fundacja, stowarzyszenie i muzeum zmieniły nazwę tworząc „Celebrate 88!”.

## Obchody 20-lecia
Uroczystości z okazji 20. rocznicy Expo 88 zorganizowano w 2008 roku w South Bank Parklands. 9 maja w ramach obchodów odbyła się kolacja charytatywna w Wielkiej Sali Centrum Kongresowo-Wystawienniczego w Brisbane oraz 10 maja święto miasta w ramach którego zaplanowano fajerwerki, pokazy i spacery tematyczne oraz Suncorp Spirit Expo Staff Breakfast.

## Obchody 25 i 30-lecia
W 2013 roku w ramach obchodów 25. rocznicy przygotowano specjalną retrospektywną wystawę zatytułowaną „Light Fantastic: Expo 88 Rewired”, a w Southbank Parklands odsłonięto tablicę upamiętniającą przewodniczącego wystawy Llewellyna Edwardsa i jego współpracowników.
Z okazji 30. rocznicy Expo 28 października 2018 roku w Caboolture Historical Village odsłonięto odrestaurowane litery z pawilonu australijskiego projektu Kena Done’a.

## Galeria

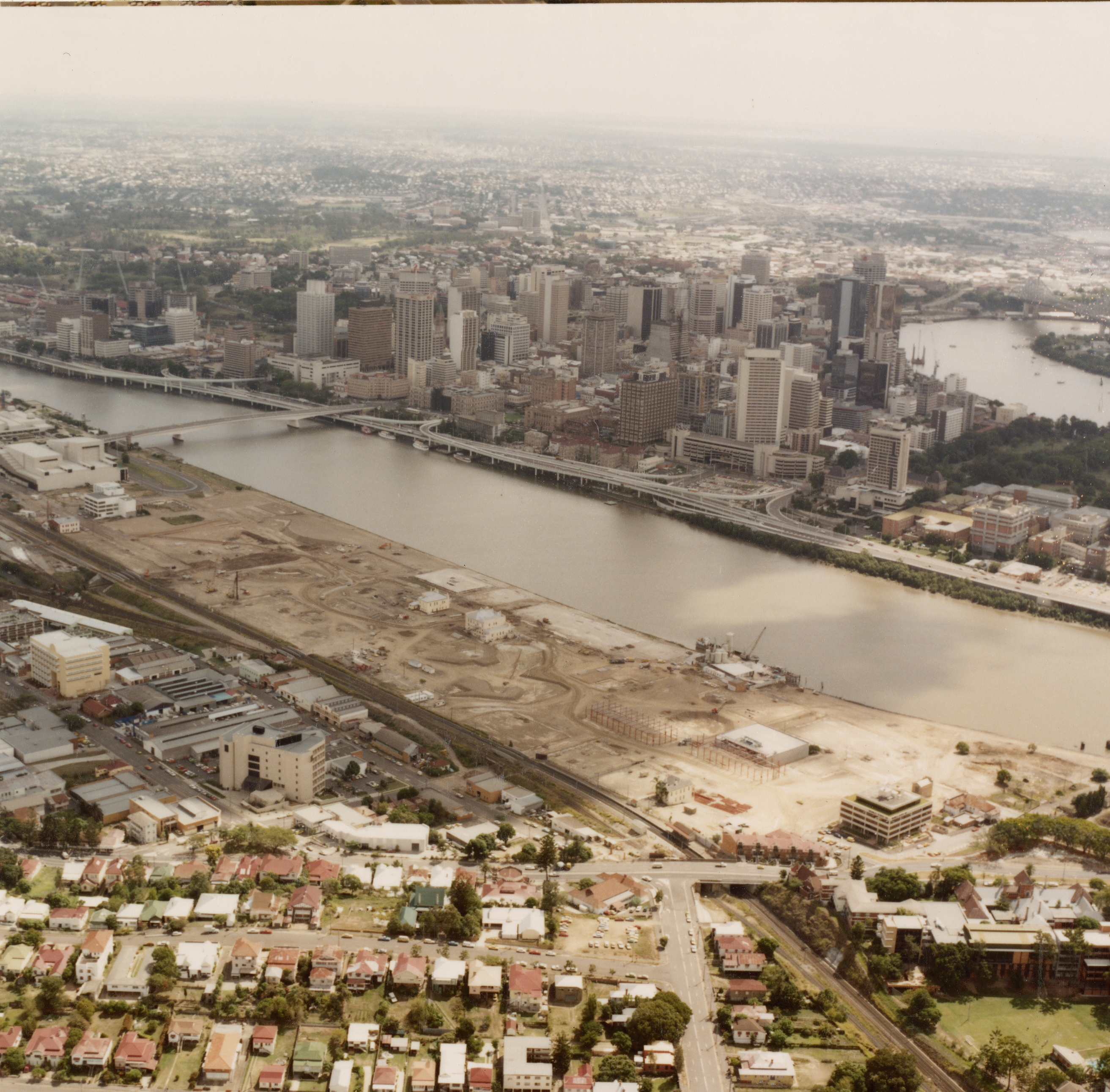
Expo 88, ok. 1987 roku
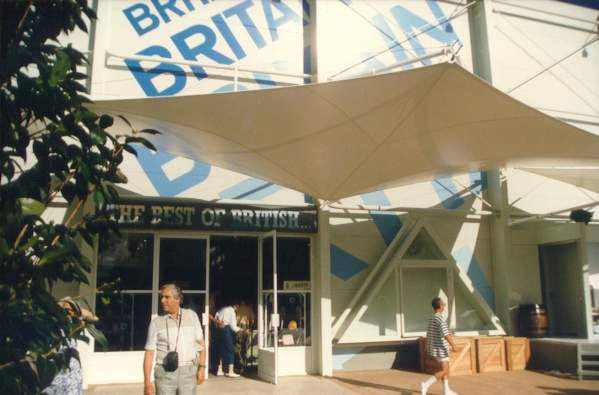
Pawilon Brytyjski
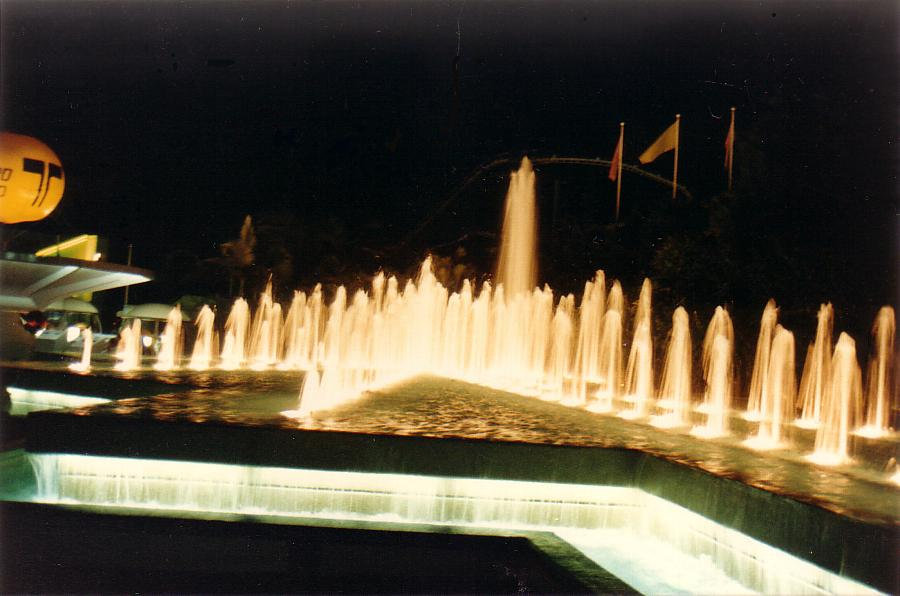
Fontanny przed pawilonem zachodnioniemieckim
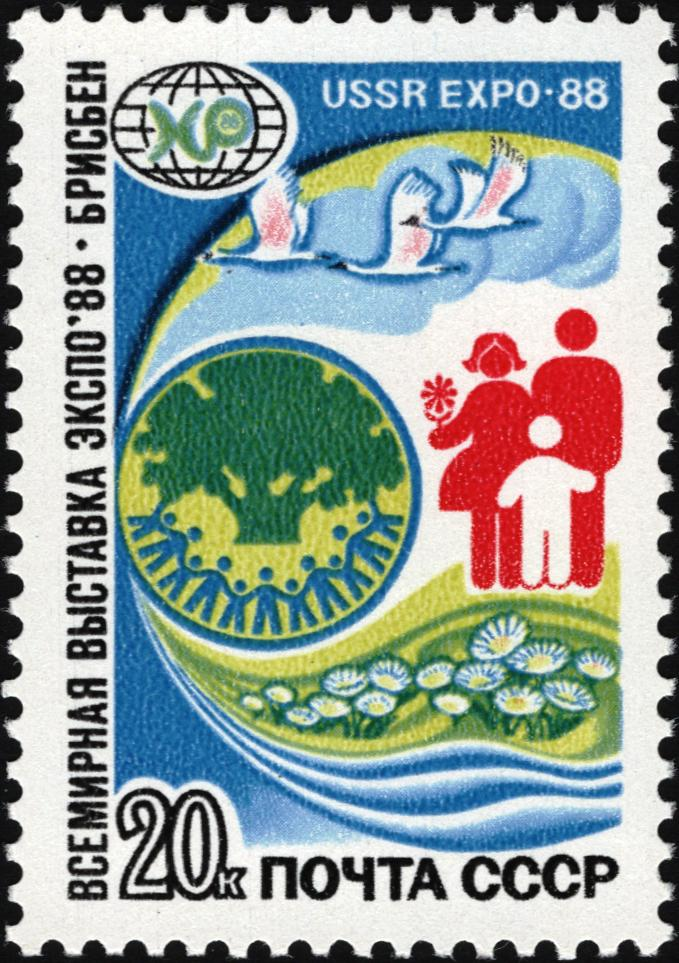
Pamiątkowy znaczek radziecki z 1988 roku
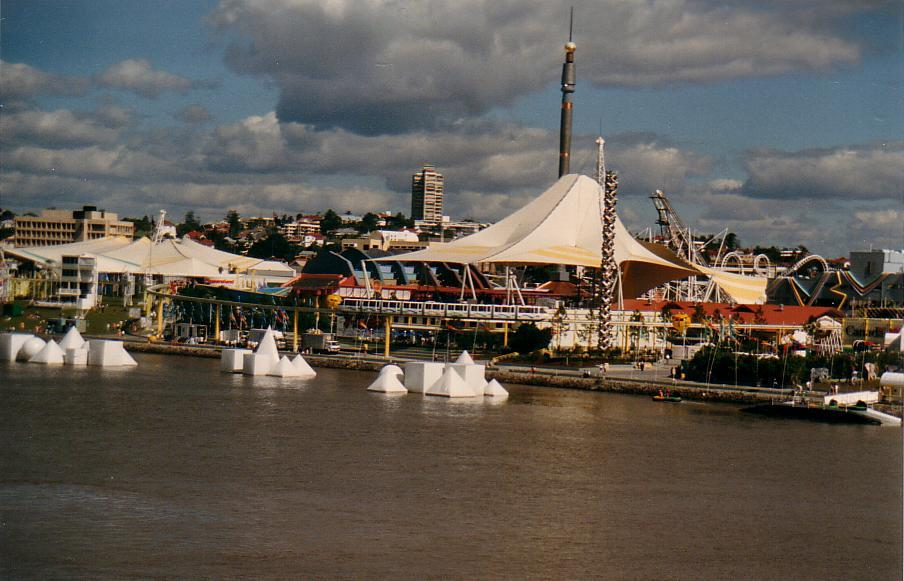
Expo 88 – widoczne żagle przeciwsłoneczne i kolejka jednoszynowa
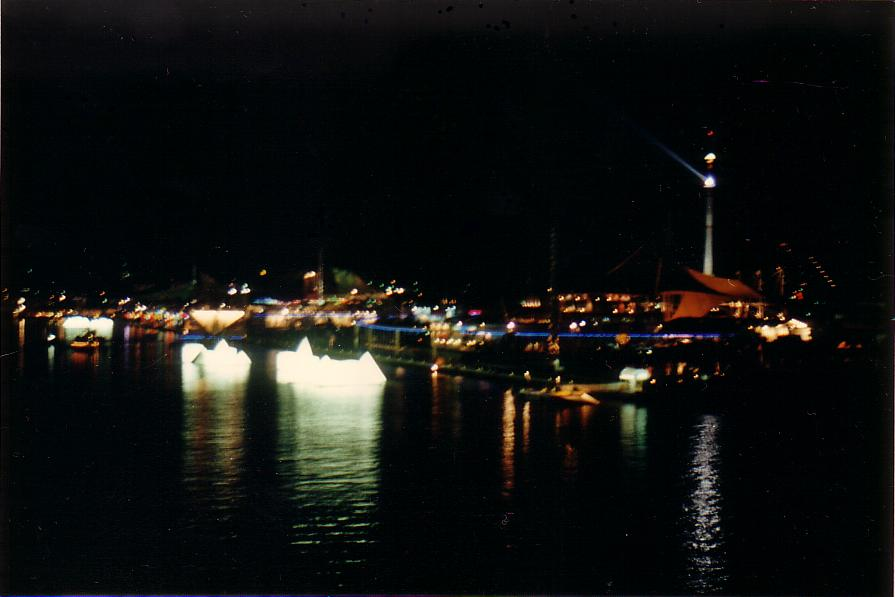
Expo 88 nocą – pokaz z 88-metrowej wieży Skyneedle
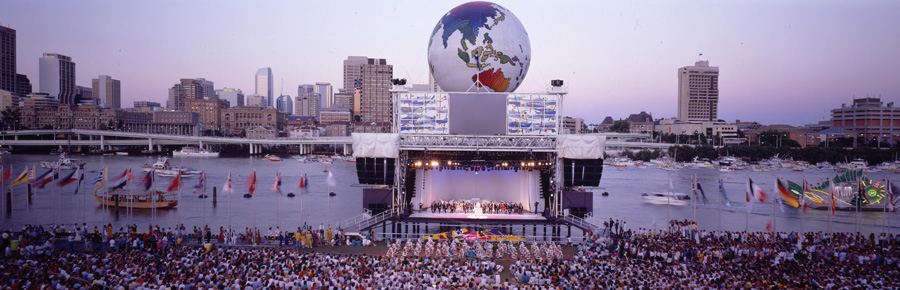
Widok na rzekę Brisbane podczas Expo 88